# Reinventing Axl Rose
Reinventing Axl Rose è l'album d'esordio degli Against Me!, pubblicato nel 2002.

## Tracce
1. Pints of Guinness Make You Strong – 2:40
2. The Politics of Starving – 3:06
3. We Laugh at Danger (And Break All the Rules) – 3:17
4. I Still Love You Julie – 3:12
5. Scream It Until You're Coughing Up Blood – 2:29
6. Jordan's 1st Choice – 2:08
7. Those Anarcho Punks Are Mysterious... – 2:24
8. Reinventing Axl Rose – 2:25
9. Baby, I'm an Anarchist! – 2:40
10. Walking is Still Honest – 2:37
11. 8 Full Hours of Sleep – 4:00

## Formazione
- Laura Jane Grace - chitarra, voce
- James Bowman - chitarra, voce
- Dustin Fridkin - basso
- Warren Oakes - batteria